# Нојмаркт-Санкт Фајт
Нојмаркт-Санкт Фајт (њем. Neumarkt-Sankt Veit) град је у њемачкој савезној држави Баварска. Једно је од 31 општинског средишта округа Милдорф ам Ин. Према процјени из 2010. у граду је живјело 6.103 становника. Посједује регионалну шифру (AGS) 9183129.

## Географски и демографски подаци
Нојмаркт-Санкт Фајт се налази у савезној држави Баварска у округу Милдорф ам Ин. Град се налази на надморској висини од 457 метара. Површина општине износи 61,1 km². У самом граду је, према процјени из 2010. године, живјело 6.103 становника. Просјечна густина становништва износи 100 становника/km².